# Universität Florenz
Die Universität Florenz (italienisch: Università degli Studi di Firenze, lateinisch: Florentina Studiorum Universitas) ist eine der ältesten und namhaftesten Universitäten Italiens. Sie hat etwa 55.000 eingeschriebene Studierende.
Heute haben nur mehr die humanistischen Lehrstühle ihren Sitz im Zentrum der Stadt, während die Naturwissenschaften in Sesto Fiorentino, Medizin in Careggi und Sozialwissenschaften in Novoli angesiedelt sind. Weitere Einrichtungen liegen außerhalb der Stadt in den toskanischen Orten Prato, Pistoia, Empoli, San Casciano, Vinci, Figline Valdarno, Calenzano und San Giovanni Valdarno.

## Geschichte

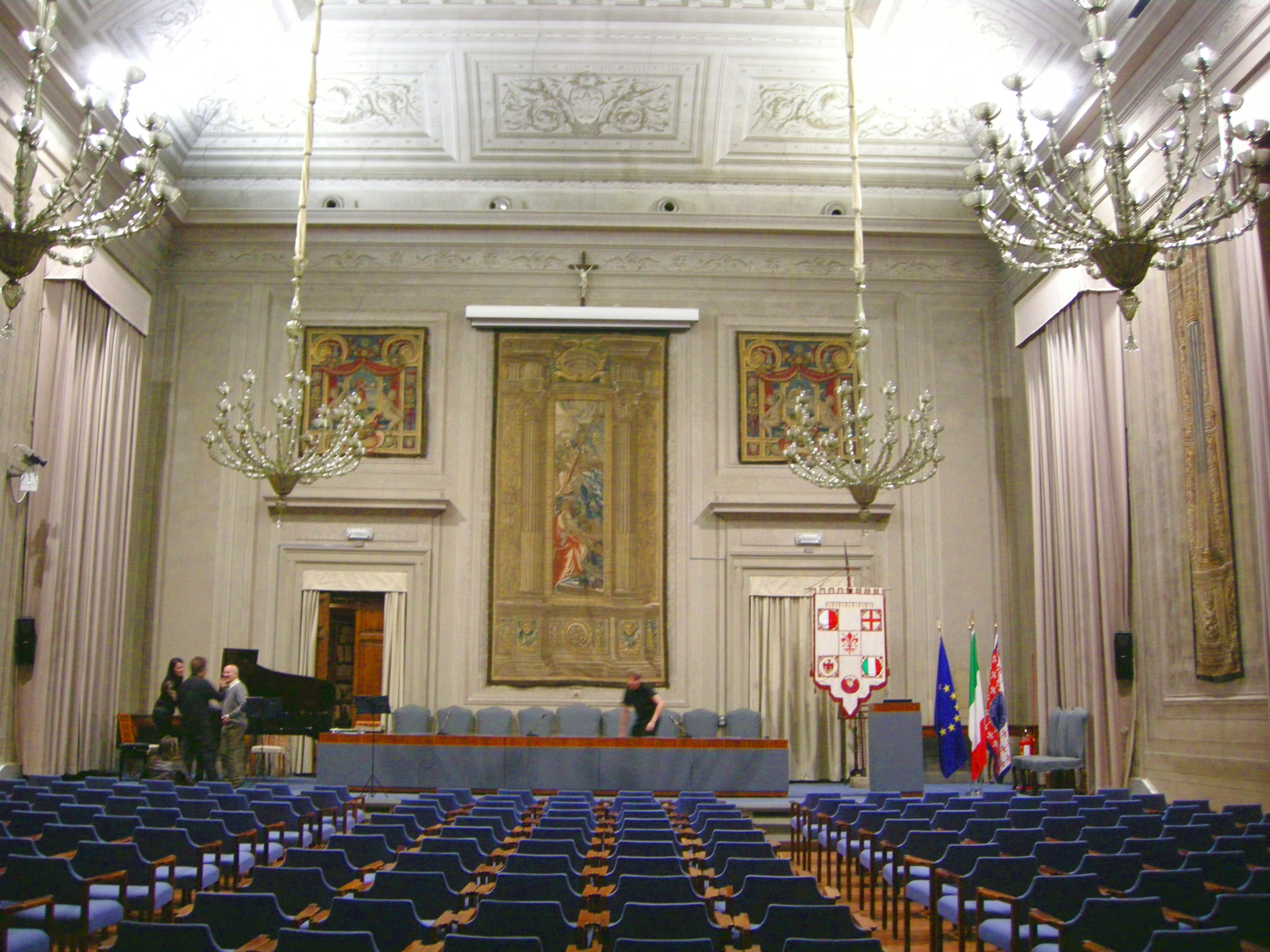
Auditorium der Universität Florenz

Ein Vorläufer war das im Jahr 1321 von der Stadt eingeführte „Studium generale“, das zunächst nur drei Fächer aufwies: kanonisches und weltliches Recht, klassische Literatur und Medizin. Bereits nach drei Jahren wurde der Lehrbetrieb jedoch wieder eingestellt.
Auf Anregung von Papst Clemens VI. wurde ab 1349 wieder gelehrt, eine Theologische Fakultät wurde eingerichtet, zudem gewährte er das Recht, anerkannte Diplome zu verleihen (Privilegium Maximum). 1364 wurde die Schule durch Karl IV. zur kaiserlichen Universität erhoben. Giovanni Boccaccio lehrte hier und hielt Vorlesungen über Dantes Göttliche Komödie. Im Zeichen des frühen Humanismus wurde 1397 hier für Manuel Chrysoloras der erste Lehrstuhl für Griechisch in ganz Europa eingerichtet. Dies war ein wichtiger Schritt zum Renaissance-Humanismus.
1473 ließ Lorenzo de Medici als Herr der Toscana das Studium nach Pisa verlegen, wo sie in der dortigen, erneuerten Universität aufging; lediglich die Theologische Fakultät blieb in Florenz. In der folgenden turbulenten Zeit wechselten die anderen Fakultäten noch mehrfach den Standort zwischen Pisa und Florenz.
Nach der Einigung Italiens wurde die Universität Florenz 1860 staatlich anerkannt.

## Abteilungen

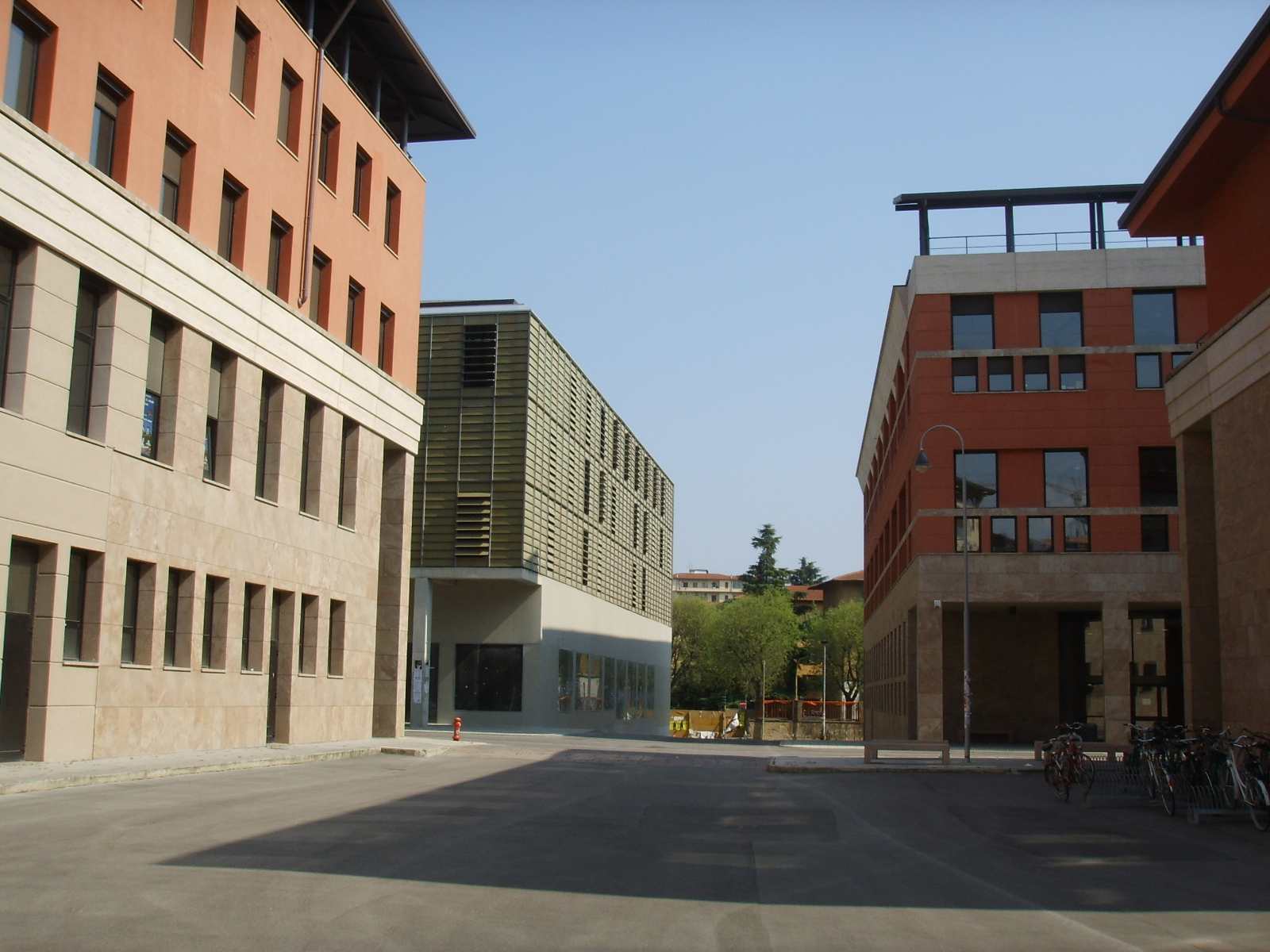
Sozialwissenschaftliche Fakultät

Die Universität gliedert sich nach der Gelmini-Reform in Abteilungen (dipartimenti). Hinzu kommen Schulen und Zentren.
- Area Biomedica
  - Medicina Sperimentale e Clinica
  - Neuroscienze, Psicologia, Area del Farmaco e Salute del Bambino  (NEUROFARBA)
  - Scienze Biomediche, Sperimentali e Cliniche “Mario Serio”
  - Scienze della Salute (DSS)

- Area Scientifica
  - Biologia (BIO)
  - Chimica „Ugo Schiff“ (DICUS)
  - Fisica e Astronomia
  - Matematica e Informatica „Ulisse Dini“ (DIMAI)
  - Scienze della Terra (DST)
  - Statistica, Informatica, Applicazioni „Giuseppe Parenti“ (DISIA)

- Area delle Scienze Sociali
  - Scienze per l'Economia e l'Impresa (DISEI)
  - Scienze Giuridiche (DSG)
  - Scienze Politiche e Sociali (DSPS)

- Area Tecnologica
  - Architettura (DIDA)
  - Scienze e Tecnologie Agrarie, Alimentari, Ambientali e Forestali (DAGRI)
  - Ingegneria Civile e Ambientale (DICEA)
  - Ingegneria dell'Informazione (DINFO)
  - Ingegneria Industriale (DIEF)

- Area Umanistica e della Formazione
  - Lettere e Filosofia (DILEF)
  - Formazione, Lingue, Intercultura, Letterature e Psicologia (FORLILPSI)
  - Storia, Archeologia, Geografia, Arte e Spettacolo (SAGAS)

## Persönlichkeiten und Alumni

### Dozenten
- Giorgio Abetti (1882–1982), italienischer Astronom
- Maria Luisa Righini-Bonelli (1917–1981), italienische Wissenschaftshistorikerin
- Giuseppe Conte (* 1964), ehemaliger Ministerpräsident Italiens und Professor für Zivilrecht an der juristischen Fakultät

### Alumni
- Werner Günther (1898–1988), Schweizer Germanist und Hochschullehrer
- Monica Frassoni (* 1963), Co-Vorsitzende der Grünen/EFA-Fraktion im Europäischen Parlament
- Saura Sermenghi, Architektin und Bildhauerin